# Peabody (Massachusetts)
Peabody je město v okrese Essex County ve státě Massachusetts ve Spojených státech amerických. Město se dříve jmenovalo South Danvers, v dubnu 1868 bylo přejmenováno na počest svého slavného rodáka, podnikatele a filantropa George Peabodyho (1795–1869).
K roku 2010 zde žilo 51 251 obyvatel. S celkovou rozlohou 43,5 km² byla hustota zalidnění 1 200 obyvatel na km².

## Významní rodáci
- George Peabody (1795–1869) – podnikatel a průkopník filantropie
- Jack Welch (1935–2020) – někdejší výkonný ředitel společnosti General Electric